# Smetanka
Ne pas confondre avec l'universitaire tchèque Emil Smetánka.
Smetanka (russe : Сметанка) était un étalon de race Arabe ou Barbe, de robe grise, importé depuis l'Empire ottoman vers la Russie par le comte Alexeï Orlov. Il se reproduit essentiellement au haras de Khrenov, devenant le fondateur de la race du Trotteur d'Orlov et de l'une des deux premières lignées de l'Orlov-Rostopchin.

## Histoire
Le comte russe Alexeï Orlov a obtenu de nombreux chevaux arabes, dont Smetanka, grâce à ses relations diplomatiques avec la noblesse de l'Empire ottoman. Certaines sources russes affirment que ce cheval a été importé en 1775 de l'actuelle Grèce ou de la Turquie, mais que Smetanka provenait d'Afrique du Nord. D'autres sources font remonter l'origine de Smetanka à des Bédouins de la péninsule arabique. Orlov aurait payé 60 000 roubles russes pour obtenir Smetanka, à une époque où les étalons de Russie se vendaient pour environ 5 000 roubles. Une troisième version veut que le comte Orlov ait obtenu ce cheval alors qu'il avait été fait commandant de la flotte russe, après avoir favorisé Catherine II de Russie au détriment de Peter III. Il aurait obtenu une victoire décisive sur la flotte de l'Empire ottoman, et reçu Smetanka en dédommagement de la part de l'amiral Turc pour sa conduite honorable durant la bataille. Smetanka serait mort après seulement une saison de reproduction.

## Description
Smetanka est décrit comme un cheval Pur-sang arabe par les autorités russes. D'autres, notamment le français André Sanson, estiment qu'il s'agissait d'un Barbe. James Lawrence affirme que Smetanka avait deux côtes de plus que les autres chevaux, et qu'il l'a lui-même constaté au musée Orlov, où son squelette était exposé. Il est décrit comme « blanc » par Elwyn Hartley Edwards, mais l'unique peinture qui le représente montre qu'il portait une robe grise.

## Descendance

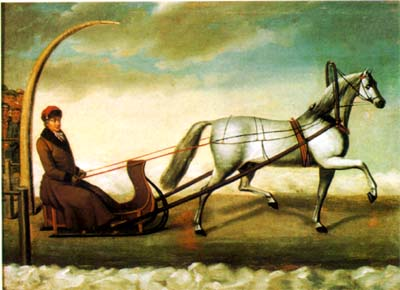
Alexeï Orlov et son cheval Bars Ier, un petit-fils de Smetanka.

Smetanka n'a eu que cinq descendants connus. Il est l'étalon fondateur à l'origine de la race du Trotteur d'Orlov. Accouplé à une jument d'attelage danoise, il a donné l'étalon Polkan I, qui est le père de Bars, né en 1784. Bars est le réel ancêtre de tous les trotteurs d'Orlov actuels.
Smetanka a également reproduit avec des juments de Pur-sang, donnant notamment l'Anglo-arabe Fekerzamchik. Il est à l'origine d'une des deux premières lignées de la race Orlov-Rostopchin produite au haras de Khrenov.